# Alejandro Maristany y Guasch
Alejandro Maristany y Guasch (Alejandro P. Maristany) (Barcelona, 1880-1942) fue un autor teatral español cuya actividad se desarrolló entre 1898 y 1926. Escribió teatro en catalán y en español. Tradujo y adaptó obras de teatro del francés e inglés al español y catalán. Además de escribir, tenía una industria textil algodonera (Textil Maristany,S.A.). Su hermano fue el poeta, traductor y editor Fernando Maristany y Guasch.

## Biografía
Pertenecía a una familia de tradición algodonera. Su padre, Francisco C. Maristany y Garriga (1849-1929) fue fundador y primer presidente del Centro Algodonero Nacional de Barcelona en 1903. También urbanizó el paseo principal de Camprodón, Gerona, al pie de los Pirineos; una de las primeras urbanizaciones turísticas de España, que fue acabada hacia 1927. Esto hizo que una parte importante de la alta burguesía barcelonesa fuese a veranear a Camprodón, por lo que el Ayuntamiento le puso su nombre. 

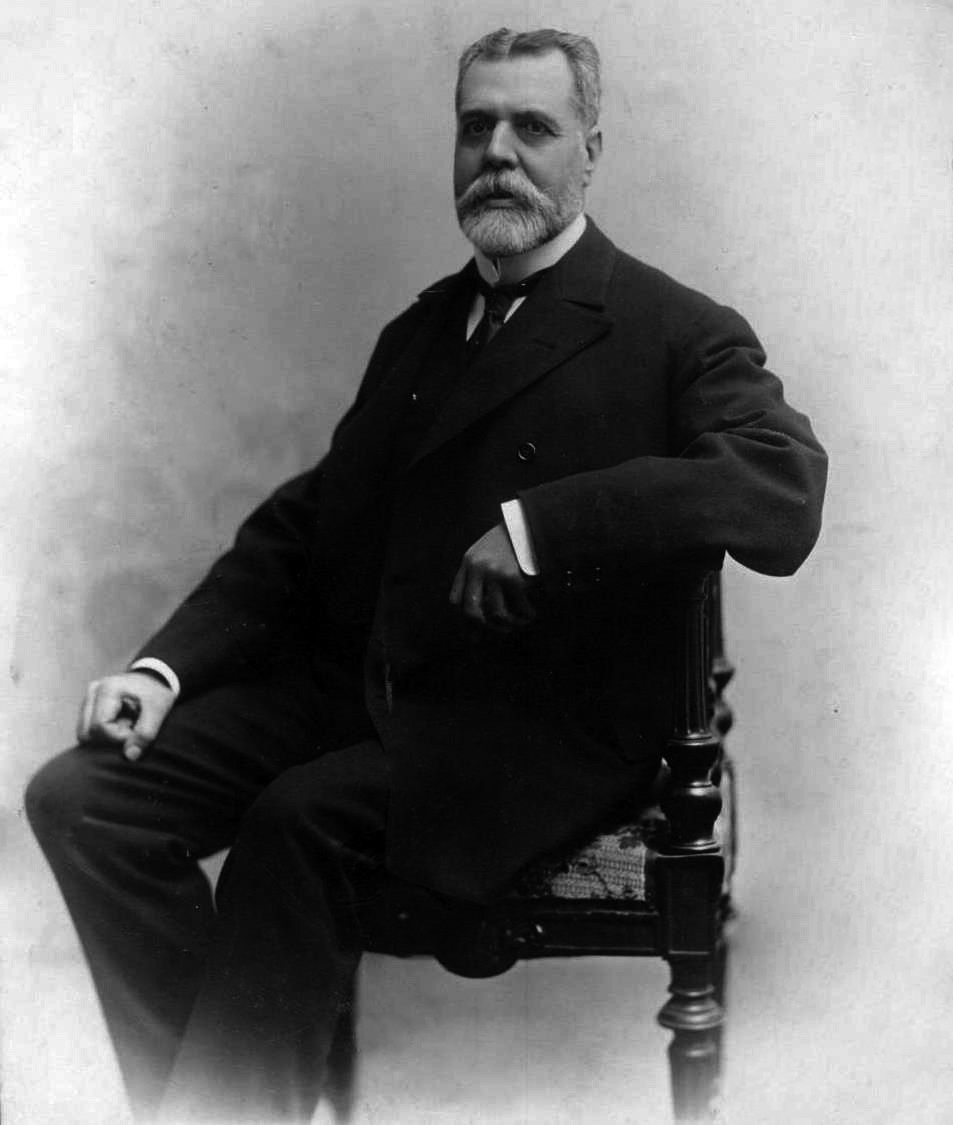
Francisco C. Maristany y Garriga, padre de Alejandro Maristany y Guasch, hacia 1880

El semanario Mercurio Peruano, de Lima, Perú, el año 1919, haciendo referencia a los antecedentes artísticos de Fernando Maristany y Guasch, hace unos comentarios que se pueden aplicar igualmente a su hermano Alejandro:

«No tiene en su ascendencia ningún artista. Su padre es un caballero catalán muy rico, muy laborioso, muy circunspecto, de alma limpia y exterior servero. En su familia, sólo su hermano tiene un carácter intelectual. No hay, pues, en la genealogía de Maristany antecedente conocido alguno... Puede decir con orgullo: «Je suis mon ancêtre» (Yo soy mi antepasado).»

Tras acabar el bachillerato en Barcelona, estudió en Suiza. Se formó en el negocio algodonero con unos socios de su padre en Liverpool (Reino Unido), todavía en su apogeo como principal puerto del Imperio Británico, donde tuvo la oportunidad de conocer a los actores y autores teatrales de la Inglaterra de la época, entre 1898 y 1903, y estableció contactos para su labor de traductor y adaptador teatral. Desde Liverpool viajó a Nueva York, que ya era una importante capital teatral; eran los comienzos de la comedia musical de Broadway. Durante su estancia en Inglaterra escribió varios artículos sobre costumbres inglesas y su única novela El fin de un ideal.
Se inició como autor teatral a los 18 años de edad, justo antes de marchar a Inglaterra. Escribió más de 60 obras de teatro, en catalán y español. Sus obras pueden obtenerse en el Centro de Documentación del Instituto del Teatro de Barcelona, que conserva tanto las obras editadas como los originales mecanografíados. En el Teatro Principal de Barcelona estrenó todas sus obras en español y algunas en catalán; el resto de sus obras en catalán las estrenó en el Teatro Romea, también de Barcelona.
Entre sus obras en catalán sobresalen La pluja d'or (La lluvia de oro), de 1919, y El casament de la nena (La boda de la niña), de 1920, ambas representadas al menos 100 veces seguidas. La primera trata de un tema candente en la época: los «nuevos ricos». En la Barcelona de la I Guerra Mundial la neutralidad de España permitió a los industriales suministrar a ambos bandos contendientes, de forma que se amasaron grandes fortunas en muy poco tiempo. Fue la primera obra que se representó en Barcelona 100 veces seguidas, del 30 de noviembre de 1918 al 26 de abril de 1919. Otras obras conocidas fueron La dona que s'en va de casa (La mujer que se va de casa) de 1922, y La farsa de l'honor (La comedia del honor), de 1924.
Alternó su labor de autor teatral con la traducción y adaptación de obras de teatro de éxito, del inglés y del francés, como las de Henry Arthur Jones.
Su actor preferido para sus obras fue el famoso Francisco Morano, con el que mantuvo una estrechísima amistad hasta el día de su muerte, con correspondencia casi diaria cuando alguno de los dos estaba fuera de Barcelona.
Sus obras en español y catalán se representaron en toda Cataluña, mientras que en el resto de España solo se representaron las escritas en español. No era muy habitual en Madrid que un autor tuviese simultáneamente en cartel dos obras en dos teatros diferentes, pero Alejandro Maristany y Guasch estrenó el 1 de marzo de 1917 en el Teatro Infanta Isabel La audaz aventura mientras continuaba en el Teatro Cervantes la representación de Las murallas de Jericó. Ambas obras tuvieron un gran éxito de crítica y de público.
Dejó de escribir teatro en 1926, pues su salud no le permitía conciliar su trabajo como industrial textil algodonero con su actividad de autor teatral.
En su juventud fue partidario de Antonio Maura y fue uno de los fundadores del Centro de la Juventud Maurista de Barcelona (hasta 1913, Centro de la Juventud Conservadora). Durante la Segunda República no se significó en la política, pero siempre apoyó públicamente a su mujer y sus hijos que fueron activos militantes del partido monárquico Renovación Española, por lo que al estallar la Guerra Civil el 18 de julio de 1936, no pudo retornar a España (se encontraba en Francia con su familia) al advertirle, desde la fábrica, de las amenazas de muerte que recaían sobre él. En los primeros días de la guerra, su fábrica de Textil Maristany, S.A., situada en Malgrat de Mar, fue confiscada y su piso de Barcelona fue destrozado. Al acabar la guerra en 1939, retornó a Barcelona encontrándose sin casa, con la fábrica arruinada (había que empezar casi de cero) y la salud quebrantada, muriendo en el año 1942.

## Obra
Esta es una relación de algunas de las obras editadas:

### Obras en español
- La Juventud: comedia en 3 actos y en prosa, arreglada al castellano. Barcelona: Imprenta "La Industria", 1906.
- Barrer para adentro: comedia en un acto y en prosa. Barcelona: Imprenta de Heinrich y Cª, 1906.
- Los De Belmonte: comedia en cuatro actos y en prosa. Madrid: R. Velasco, 1907.
- La Muñeca eléctrica: juguete cómico en tres actos y en prosa. Madrid: R. Velasco, 1907 .
- Tratado de paz: boceto de comedia en un acto y en prosa. Madrid: R. Velasco, 1908.
- Los Manirrotos: juguete cómico en un acto y en prosa. Madrid: R. Velasco, 1913.
- El Ángel rebelde: comedia en tres actos y en prosa. Madrid: R. Velasco, 1916.
- El rey del acero: drama en cuatro actos, en prosa. Madrid: R. Velasco, 1916 y 1917.
- La Audaz aventura: comedia en tres actos y en prosa. Madrid: R. Velasco, 1917.
- La Comedia del honor: drama íntimo en tres actos, en prosa. Madrid: R. Velasco, 1919.

### Traducciones al español
- Las Murallas de Jericó: alta comedia en cuatro actos. De Alfred Sutro (1863-1933). Madrid: R. Velasco, 1912, 1913 y 1917.
- La hija: comedia en cuatro actos. De Albert Guinon, 1863-1923. Madrid: R. Velasco, 1914.
- Las Máscaras. De Henry Arthur Jones. Barcelona: Estudio Tipográfico de Félix Costa, 1914.
- La Emboscada: comedia dramática en tres actos y un epílogo, en prosa. De Henry Kistemaeckers, 1872-1938. Madrid: R. Velasco, 1920.

### Obras en catalán
- Mirar per casa: comedia en un acto y en prosa. Barcelona: Impremta de Salvador Bonavía, 1908.
- Flor de sacrifici: episodio psicológico en un acto. Barcelona: Imprenta de Salvador Bonavía, 1909.
- Tot bon caballer...: juguete en un acto. Barcelona: Salvador Bonavía, 1909.
- Amich de confiansa: diálogo en un acto. Barcelona: B. Baxarías impressor, 1911.
- La Pluja d'or: comedia satírica en tres actos. Barcelona: S. Bonavía, 1918. Estrenada por Pepeta Fornés y Pepeta Gelabert.
- La Viuda alegre: comedia satírica en tres actos. Barcelona: Salvador Bonavía. 1919 y 1920. Estrenada por Emilia Baró y María Morera.
- L'Amor d'una princesa: farsa en tres actos con ilustraciones musicales. Escrita, en catalán, sobre una fantasía inglesa. Barcelona: Salvador Bonavia, 1921.
- La Dona que se'n va de casa: comedia en tres actos. Barcelona: Salvador Bonavía, 1922.
- La Riquesa de Simónides: comedia en tres actos, en prosa. Barcelona: Salvador Bonavía, 1923.
- La Farsa de l'honor: comedia dramática en tres actos. Barcelona: Salvador Bonavía, 1924 y Llibreria Millà, 1935.

### Traducciones al catalán
- La Victòria dels filisteus: comedia en tres actas. De Henry Arthur Jones. Barcelona: L'Avenç, 1908 y B. Baxarías impressor, 1911. Estrenada por Margarita Xirgú.
- El Magistrat: farsa cómica en tres actos dividida en cuatro cuadros. De Arthur Wing Pinero. Barcelona: Imprenta de Salvador Bonavía, 1910.
- Els Mentiders. De Henry Arthur Jones. Barcelona: Bartomeu Baxarías, 1911
- Els Hipòcrites: comedia en cuatro actos. De Henry Arthur Jones. Barcelona: L'Avenç, 1909 y B. Baxarías, 1912.